# Улантова гора
Улантова гора — памятник природы регионального значения, расположенный в Лебедевском сельсовете Тогучинского района Новосибирской области России. На территории природоохранного объекта расположена гора высотой 407 м. Площадь — 345,1 га.

## Топоним
Топоним происходит из тюркского языка и образован от слов «булан» (лось, лосиный), «тау» (гора). Булан-тау, «Лосиная гора» — первоначальное наименование, данное по тому, что в XVII-XVIII веках на кряже, где находились телеутские охотничьи угодья, водилось много лосей. Название также может происходить от фамилии Булантов: крестьянин с такой фамилией мог проживать или охотиться поблизости. Со временем наименование изменилось из-за освоения его русскоговорящим населением.

## Описание
Памятник природы расположен на юге Тогучинского района, на окраине Присалаирской дренированной равнины в юго-западной её части, на землях колхоза имени Коминтерна, в немного холмистой лесостепи между селом Лебедево и посёлком Верх-Чемской на некоторой отдалённости от остальных вершин Салаирского кряжа. Расстояние до села Лебедево — 4 км или 5 км, до областного центра Новосибирска — 100. Гора сложена розовым гранитом, этим отличается от Буготакских сопок, близ которых находится, обладает красноватым оттенком; на вершине встречается катаклизированный лейкогранит (полученный результат датирования 441.2±8,7 млн лет). Улантова гора входит в состав Улантовского диорит-гранитового массива Салаирского блока. Поверхность преимущественно ровная. Местами встречаются некрупные скальные выходы. Она — наиболее северная вершина Салаира, высота — 407 м (407,6), Видимость — до 20 км.
Памятник природы граничит с урочищем Желтоногинское и пахотным полем, его граница проходит по рекам Курундус и Кабаниха. Помимо горной вершины в состав памятника входят лес, пастбища и сенокосы, примыкающие с южной стороны к горе, болотистая местность близ подножия. Здесь берут начало реки Кабаниха (впадает в Чём), Курундус, Хвощовая (малая река) и безымянный ручей. Территория памятника природы расположена на водораздельной территории между реками Бердь и Иня. Высоты (без учёта горы) — от 303 до 389 м. Почвы в основном серого или светло-серого цвета, оподзоленные, суглинистые. Площадь объекта — 345,1 га.

## История
В первых описаниях гора значится как Булантова. В частности, под таким наименованием она упоминается в «Полном географическом описании нашего Отечества» П. П. Семёнова-Тянь-Шаньского, писавшего: «За рядом синеющих грив между прочим видна на горизонте Булантова гора в Салаирском кряже, лежащая по прямому направлению на юго-восток от сопок верстах в сорока». Высоту горы (сопки) Семёнов определил в 1378 футов. По его заявлению, Булантова гора и окрестные вершины представляли из себя дикую, красивую местность, покрытую большей частью чернью.
Около горы существовал посёлок Улантовский, появившийся в 1911 или 1927 (как таёжная заимка). На 1984 год такого населённого пункта уже не существовало.
11 июля 1991 года решением регионального Совета депутатов горе присвоен статус памятника природы областного значения для охраны уникального комплекса фрагментов экосистем смешанных лесов, разнотравных лугов, каменистых, ковыльно-кустарниковых и разнотравно-ковыльных степей. Впоследствии статус был подтверждён и уточнён рядом других постановлений.

## Флора и фауна
На территории заповедной зоны насчитывается свыше 500 представителей фауны и 325 видов растений.
В красные книги Российской Федерации и Новосибирской области занесены 18 видов растений и животных.